# G. Szabó Judit
G. Szabó Judit (Sopron, 1925. május 15. – Sopron, 2010. március 17.) ifjúsági író.

| „                                 | Nincsenek kis gondok és nagy gondok. Nincsenek felnőttek és gyerekek. Emberek vannak. És embernek lenni nem is olyan egyszerű… | ” |
| – A macskát visszafelé simogatják | |   |

## Életpályája
Gyermekkorában tanítónő szeretett volna lenni és zenét tanult. 1944-ben szerezte tanítói oklevelét. Tanult a Képzőművészeti Főiskolán, a Közgazdasági Egyetemen és a Műszaki Egyetemen. Volt rajzolószerkesztő, gyártás-előkészítő, helyettes üzemmérnök.
1970-től szabadfoglalkozású író, humoros, ifjúsági műveket ír.
Férjével, Gyulával átélt utazási élményeinek köszönhetően jelent meg első könyve, a Legyen az egyik feleségem. Ennek megjelenése után már ifjúsági regényeket írt, melyeknek fő ihletői ikerlányai voltak.
„Az akkori lányregények vaníliaszagúak, bégetők, bárányfelhősek voltak. A lányaim gimnáziumba jártak, és egészen másfajta élményeket hoztak haza. Rengeteg életrajzi elem van a könyveimben, nem él meg papíron az, aki a valóságban nem élt.”
Utóbbi két könyve a krimi területére is elkalandozik.

## Művei
- Legyen az egyik feleségem (Táncsics Kiadó, 1969)
- A macskát visszafelé simogatják (ill. Szecskó Tamás, Madách Kiadó, Móra Kiadó, 1971, Kozmosz Könyvek, 1971, 1974; Móra, 1998, 2002, 2004, 2010, 2016; ill. Berthóthy Ágnes, 2023; német, lengyel, szlovén és cseh nyelven is)
- Hárman a szekrény tetején (Várnai György rajzaival, Madách Kiadó, Móra Kiadó, 1973, Móra, 2000, 2003, 2005, 2008, 2010, 2014, 2017, hangoskönyvként, Zakariás Éva előadásában, 2008; szlovák nyelven is)
- Bezzeg a más gyereke (ill. Sajdik Ferenc, Kozmosz könyvek, 1974)
- Most boldog vagy? (a fedél Sajdik Ferenc munkája, Kozmosz könyvek, 1977)[2]
- Megérjük a pénzünket! (Sajdik Ferenc rajzaival, Móra, 1981, 2001, 2003, 2005, 2008, 2011)
- Mari, ne bomolj! (1989) (Rácz Julianna borítójával, Kossuth, 1990; Sajdik Ferenc rajzaival, Móra, 1999, 2002, 2004, 2008)
- Ez mindennek a teteje! (Sajdik Ferenc rajzaival, Móra, 2003, 2007)
- Barbara, ez több a soknál! (Sajdik Ferenc rajzaival, Móra, 2004, 2006)
- Sok a csinos lány (Sajdik Ferenc rajzaival, Móra, 2005, 2006, 2009)
- Rózsás Letícia (Sajdik Ferenc rajzaival, Móra, 2005, 2007)
- A Madárijesztő-ház (Kelemen István rajzaival, Móra, 2007, 2008)
- Különös sziget (Sajdik Ferenc rajzaival, Móra, 2008, 2014)
- Kristályszív akció (Kelemen István rajzaival, Móra, 2009)
- Nekem pont te hiányoztál! (még nem jelent meg)

## Elismerése
- Év Gyermekkönyve életműdíj (2006)